# Caudiès-de-Conflent
Caudiès-de-Conflent település Franciaországban, Pyrénées-Orientales megyében. Lakosainak száma 21 fő (2022. január 1.). Caudiès-de-Conflent Railleu, Ayguatébia-Talau, La Llagonne és Matemale községekkel határos.

## Földrajz

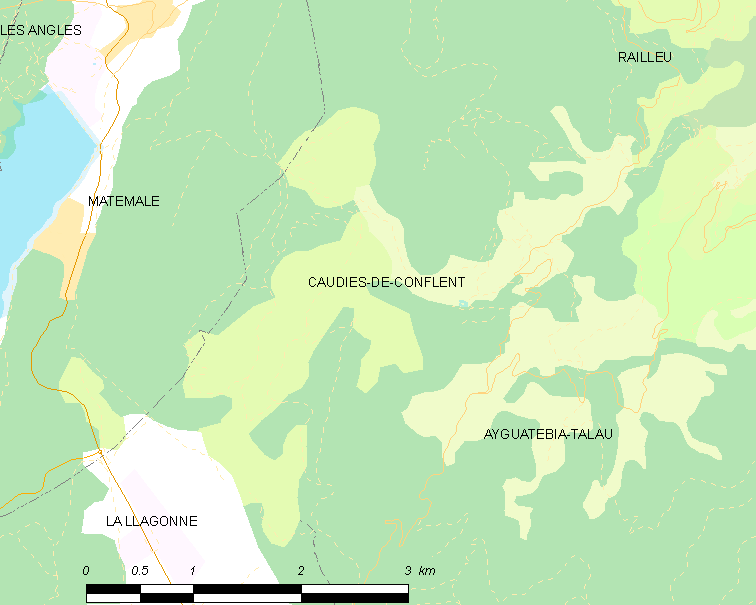
Caudiès-de-Conflent és környéke

## Népesség
A település népességének változása:
| Lakosok száma | 16   | 18   | 19   | 17   | 17   | 18   | 18   | 18   | 21   |
|               | 2013 | 2015 | 2016 | 2017 | 2018 | 2019 | 2020 | 2021 | 2022 |